# (668643) 2012 DR30
(668643) 2012 DR30 (2009 FW54) — транснептуновий об'єкт у поясі Койпера.

## Відкриття
Відкритий 03.2009 (Spacewatch), 23.02.2012 (G. J. Garradd, Siding Spring Survey).

## Орбіта
Орбіта об'єкта проходить на відстані приблизно апоцентр (англ. aphelion) 2192 а. о. Перицентр (англ. perephelion) 14,539 а. о, має ексцентриситет ~0,987, і майже перетинає орбіту Нептуна, i — 78°.

## Фізичні характеристики
Абсолютна зоряна величина 2009 FW54 — 7.1.